# Anja Alač
Anja Alač (Beograd, 29. rujna 1988.) je srbijanska i hrvatska filmska, televizijska i kazališna glumica.

## Životopis
Kćer je srpskog glumca hrvatskog podrijetla, Aleksandra Alača, i srbijanske glumice Vesne Čipčić. Otac Aleksandar je inače s otoka Drvenika, gdje Anja često provodi ljeta. Majka joj je Beograđanka.

## Filmografija

### Televizijske uloge
| Godina        | Naslov                    | Uloga              | Bilješke                |
| ------------- | ------------------------- | ------------------ | ----------------------- |
| 2011.         | Miris kiše na Balkanu     | Didi Valić         | gostujuća uloga         |
| 2011. – 2012. | Ruža vjetrova             | Ines Matošić Odak  | glavna glumačka postava |
| 2012.         | Montevideo, Bog te video! | Brankica           | gostujuća uloga         |
| 2015.         | Urgentni centar           | gospođa Peković    | gostujuća uloga         |
| 2016.         | Ubice mog oca             | Teodora            | gostujuća uloga         |
| 2017.         | Sinđelići                 | Nikoleta 'Niki'    | gostujuća uloga         |
| 2019          | Urgentni centar           | Jasmina Stošić     | gostujuća uloga         |
| 2019.         | Žigosani u reketu         | Tanjina odvjetnica | gostujuća uloga         |
| 2020.         | Tate                      | Dunja              | glavna glumačka postava |
| 2020.         | Balkanska međa            | Duška              | gostujuća uloga         |

### Filmske uloge
| Godina | Naslov                                  | Uloga    | Bilješke                 |
| ------ | --------------------------------------- | -------- | ------------------------ |
| 2010.  | Montevideo, Bog te video!               | Brankica |                          |
| 2014.  | Ilija Okrugić-domovino slatko milovanje |          | dokumentarno-igrani film |

## Vanjske poveznice
- Anja Alač u internetskoj bazi filmova IMDb-u (engl.)